# Weesen
Weesen är en ort och kommun i distriktet See-Gaster i kantonen Sankt Gallen, Schweiz. Kommunen har 1 871 invånare (2023).
Weesen ligger i västra änden av sjön Walensee.